# Бой при Пеллс-пойнт
Бой при Пеллс-пойнт (англ. Battle of Pell's Point), оно же Сражение при Пелеме (англ. Battle of Pelham) — одно из сражений Американской войны за независимость, британская высадка и стычка с отрядом Континентальной армии 18—22 октября 1776 года на территории, где ныне находится Пелем-Бей-парк в Бронксе, в ходе Кампании в Нью-Йорке и Нью-Джерси.

## Предыстория

и ; высадка на Пеллс-пойнт справа и на врезке

В ходе штурма Нью-Йорка в августе-сентябре 1776 года британский главнокомандующий в Северной Америке, генерал сэр Уильям Хау несколько раз успешно пользовался обходом и охватом, заставляя Вашингтона покидать позиции и отходить, чтобы избежать уничтожения. При этом он использовал возможности Королевского флота, совершая фланговые манёвры то с суши, то с моря — возможности, которых Вашингтон был лишен. Так было с высадками на Стэтен-Айленд и в Грейвсенд-бей, затем в бою при Бруклин-Хайтс и при высадке в бухте Кип. И каждый раз Вашингтон выполнял тактический отход, не желая вступать в упорные бои.
Так произошло и при Гарлем-хайтс: после короткой стычки 16 сентября Хау сделал паузу и стал искать путь для обхода, с тем чтобы окружить Континентальную армию под Нью-Йорком, и наконец её уничтожить. На этот раз узкий остров Манхэттен не давал места для обхода по суше. Не было иного выбора, как сделать ещё одну высадку во фланг Вашингтону. Тем временем Континентальная армия начала переправляться с Манхэттена на материк в районе Кингсбридж.

## Трог-нек
Было решено совершить широкий обходной манёвр через пролив Лонг-Айленд Саунд и графство Вестчестер. Поскольку так называемый Хелл-Гейт, проход из Ист-Ривер в пролив, считался слишком опасным для глубокосидящих кораблей, они совершили переход вокруг Лонг-Айленда. Но плоскодонные десантные баркасы и лодки не нуждались в кружном пути. Их исходной точкой стал Флашинг.
Американцы понимали, что благодаря высокой мобильности британцы могут высадиться в одном или нескольких местах, но предугадать точно где, им не удастся. Поэтому Вашингтон разделил силы: он сам с 10 тыс.человек оборонял Гарлем-хайтс и форт Вашингтон, ещё около тыс.человек генерал-майора Грина парный ему форт Конститьюшн на правом берегу Гудзона, и ещё около 10 тыс.человек Уильяма Хита стерегли Кингсбридж. Дальше на восток были только патрули и пикеты.
12 октября войска Клинтона начали высадку на полуострове Трог-нек (англ. Throg Neck) для того, чтобы выполнить фланговый манёвр, и поймать американского главнокомандующего генерала Вашингтона, с большей частью Континентальной армии, в западню на острове Манхэттен. Но место было выбрано неудачно. Оба выхода вглубь земли патрулировались континенталами, и к ним двинулись подкрепления, как только показались британские корабли. Британцы так и не смогли выйти с Трог-нек. Последовало недельное стояние, ни одна сторона не пыталась атаковать. Высадка была сорвана, и генерал Хау стал искать другое место. В этот промежуток, 16 октября в Америку прибыл гессенский корпус (7 тыс.человек) и был тут же введен в дело.

## Пеллс-пойнт
18 октября Клинтон доставил 4 тыс.человек на мыс Пеллс-пойнт (в современной бухте Пелэм), в 3 милях к северу от Трог-нек. На рассвете англичане начали высаживаться на берег, авангард, состоял из британской легкой пехоты и гессенских егерей. В глубине земли их ждали 750 человек из бригады полковника Джона Гловера. Он послал майора Уильяма Ли с докладом к генералу Чарльзу Ли, второму по старшинству после Вашингтона, запрашивая приказаний. Однако Ли не отдавал никаких приказов, и Гловер решил атаковать. Гловер развернул свою бригаду, состоящую из 14-го, 13-го, 3-го и 26-го полков Континентальной армии и оставил 150 человек из 14-го полка позади в резерве. Он не покрыл и половины расстояния, когда наткнулся на передовое охранение англичан, примерно из 30 стрелков. Гловер приказал капитану с ротой в 40 человек выдвинуться вперед в качестве авангарда, задержать англичан, в то время как сам он организовал остальные силы.
Гловер подготовил засады, поставив основные силы в шахматном порядке за каменными стенами, по обе стороны от дороги, ведущей от места высадки. Гловер приказал каждому из полков держать позиции, пока возможно, а затем отступать на позицию в тылу, в то время как следующий полк ведет бой. Затем Гловер выехал принять командование авангардом. Авангард и британцы вошли в соприкосновение, с обеих сторон были потери. Через некоторое время англичане получили подкрепление, и Гловер приказал отступать, что и было без суматохи проделано. Британские войска начали преследование отступающих американцев, однако 200 человек 13-го полка, размещенные Гловером за каменной стеной, встали и открыли огонь, с дистанции всего 30 ярдов. Засада сработала, британская колонна понесла потери и отступила к основным силам.
Уильям Хау, на котором лежало общее командование, выждал полчаса, прежде чем наступать снова. На этот раз атаковали все 4000 человек и 7 пушек. Одновременно с продвижением пехоты пушки бомбардировали позиции за каменной стеной. Но пушечный огонь был неэффективен, и когда англичане подошли на 50 ярдов, американцы дали залп, который остановил пехоту. В ответ последовал пушечный и мушкетный огонь в течение 20 минут, и передовой американский полк ушел под прикрытие следующего за ним, 3-го полка, сидевшего за каменной стеной на другой стороне дороги.
Британцы атаковали позиции 3-го полка, последовал бой. Обе стороны постоянно обменивались огнём, американцы несколько раз нарушали британские линии. Тем не менее, после 17 залпов британцы начали численно подавлять, и Гловер приказал отходить за другую каменную стену, на гребне холма, в то время как в бой вступил следующий, 26-й полк.
Разведывательная партия в 30 человек была послана за третью каменную стену, проверить, не пытаются ли британцы зайти во фланг позиции. Партия столкнулась с наступающими англичанами, и отошла к каменной стене. Американцы за стеной сделали один залп, и Гловер дал приказ к отступлению. Его войска отступили за мост через ручей Хатчинсон, под прикрытием резерва из 150 человек из 14-го полка. Хау встал лагерем на холме на другом берегу ручья, но не пытался его перейти. На следующий день Гловер отошел к городку Йонкерс.
По британским данным, 21 октября произошли стычки с передовыми британскими частями на южной окраине Нью-Рошелл и Истчестер. После этого американцы оторвались от противника и пошли на соединение с основной армией.

## Последствия

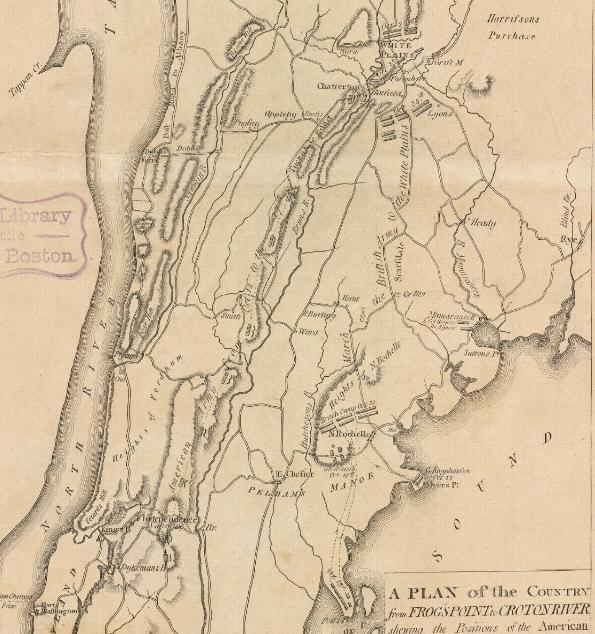
Марш британцев на Уайт Плейнс

Британская десантная операция была плохо подготовлена, но дело спасла все та же мобильность, обеспеченная флотом. Последовавшая сухопутная стычка с американской стороны представляла собой типичный арьергардный бой, и была продолжением стратегии уклонения отхода, принятой Вашингтоном. Англичане одержали тактическую победу, но американцы очередной раз отвели и сохранили свои силы. Достоверно известные потери: 3 убитых и 20 раненых с британской стороны, 8 убитых и 13 раненых с американской. Некоторые авторы отмечают, что потери гессенцев не включались в официальные британское рапорты, и на этом основании занимаются оценками, где цифры варьируются от 200 до 1000. Но даже такой не замеченный в симпатиях к англичанам автор, как Мак-Коллоу называет их «несомненным преувеличением».
После того, как 22 октября полковник Кнопхаузен с гессенцами высадился в северном конце бухты на Майерс-пойнт, британцы начали марш на север.
Бой при Пеллс-пойнт позволил задержать выдвижение британцев достаточно долго, чтобы генерал Вашингтон успел перевести основную часть армии в Уайт Плейнс, избежав окружения на Манхэттене. Понеся поражение от англичан 28 октября при Уайт-Плейнс, и потеряв 16 ноября форт Вашингтон, Вашингтон отступил через Нью-Джерси в Пенсильванию.